# Stade Anjalay
Le stade Anjalay est un stade multi-usage à Belle Vue Harel (Plaine des Papayes), dans le district de Pamplemousses, à l'île Maurice, à proximité immédiate de la localité de Mapou.
À l'heure actuelle, il est principalement utilisé pour les matches de football.
Le parking du stade est utilisé pour les courses de voiture et les courses de moto.

## Histoire
Le stade dispose d'une capacité de 15 000 personnes et a été rénové en 2003 pour un coût de 35 millions de roupies.